# Emilie Bujès
Emilie Bujès (geboren 1980 in Bourg-Saint-Maurice, Frankreich) ist Kunsthistorikerin, Kuratorin und künstlerische Leiterin des Festivals Visions du Réel in Nyon.

## Leben und Werk
Von 1999 bis 2005 studierte Emilie Bujès Kunstgeschichte an der Universität Fribourg und verbrachte von 2002 bis 2003 ein Studienjahr im Rahmen des ERASMUS-Programms an der Humboldt-Universität zu Berlin. Nach ihrem Masterabschluss begann sie ihre berufliche Laufbahn bei der Transmediale Berlin, einem Festival für Medien- und Digitalkunst, und war im Centre Georges-Pompidou in der Abteilung Neue Medien tätig.
Vier Jahre lang von 2010 bis 2014 war Emilie Bujès als Ausstellungskuratorin am Centre d’Art Contemporain Genf (Schweiz) tätig. Seit 2014 war sie stellvertretende künstlerische Leiterin des Internationalen Filmfestivals von La Roche-sur-Yon. Seit 2016 ist sie Mitglied der Kommission Image/Mouvement des französischen nationalen Zentrums für bildende Kunst CNAP (Centre national des arts plastiques français).
Seit 2017 ist Bujès künstlerische Leiterin des Festivals Visions du Réel in Nyon. Außerdem ist sie Programmberaterin der Quinzaine des Réalisateurs in Cannes.
Emilie Bujès lehrte an der HKB Hochschule der Künste Bern (HKB) und leitet zurzeit den Theoriekurs Film im Studiengang bildende Kunst an der Hochschule für Kunst und Design (HEAD) in Genf.
2023 gehört sie der Jury des Dokumentarfilmpreises der 73. Internationalen Berliner Filmfestspiele an.
Emilie Bujès besitzt die französische und die schweizerische Staatsangehörigkeit.

## Auszeichnungen
Im Jahr 2014 erhielt sie den Schweizer Kunstpreis für die Vermittlung von Kunst und Architektur.

## Veröffentlichungen
Matei Bellu, Emilie Bujès (Hrsg.): Encircling the Image of Trauma. Anagram, Berlin 2019, ISBN 978-3-943620-53-5.